# Pirate metal
Le pirate metal est un genre musical dérivé du folk metal, du power metal du speed metal, du thrash metal et du death metal mélodique. Il est popularisé par le groupe Running Wild à partir de 1987 avec la sortie de leur album Under Jolly Roger.
Le style fut repris plus tard par d'autres groupes tels que Alestorm et Swashbuckle.

## Caractéristiques
Le pirate metal dérive de plusieurs sous-genres tels que le folk metal, le speed metal, le thrash metal, et le death metal mélodique. Il mêle les riffs caractéristiques du metal avec des chansons de marins. Les paroles s'inspirent des portraits fantastiques de pirates dans la littérature, le cinéma et le folklore.

## Histoire

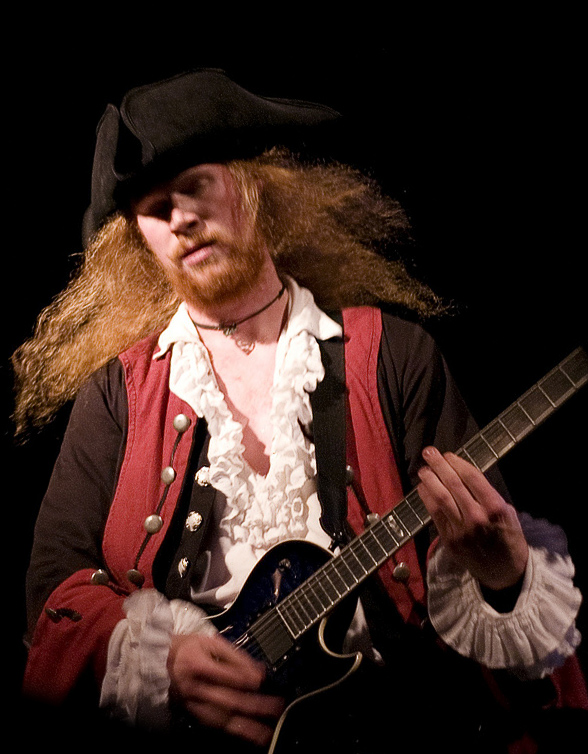
Commodore Redrum, guitariste de Swashbuckle, en live durant le Paganfest 2011

La formation allemande Running Wild est considérée comme l'inventeur du genre,. Au moment de la parution de leur album Under Jolly Roger en 1987, le groupe abandonne son imagerie sataniste pour des tenues de flibustiers, tout en revendiquant l'idéologie anarchiste des pirates,. Une imagerie pirate se retrouve dès lors au niveau des paroles, des costumes de scène et des pochettes d'album du groupe. Le pirate metal se retrouve sur plusieurs autres albums de Running Wild : Port Royal (1988), Black Hand Inn (1994), Rogues en Vogue (2005) et Rapid Foray (2016).
Deux décennies plus tard, le groupe écossais Alestorm se forme en 2004, tandis que les Américains de Swashbuckle forment leur groupe l'année suivante. Alestorm, d'abord baptisé Battleheart, change de nom pour mieux refléter leur fascination avec le thème des pirates. Le groupe publie son premier album, Captain Morgan's Revenge, en 2008. En 2009 sortent Black Sails at Midnight d'Alestorm et Back to the Noose de Swashbuckle. La même année, Running Wild se sépare. Le pirate metal d'Alestorm gagne en renommée avec Back Through Time (2011) et Sunset on the Golden Age (2014). La formation australienne Lagerstein sort Drink 'Til We Die en 2012 et All for Rum & Rum for All en 2016.